# Lawrance J-1
Der Lawrance J-1 ist ein luftgekühlter Neunzylindersternmotor, der von Charles Lawrance entwickelt und in US-amerikanischen Flugzeugen der frühen 1920er Jahre eingesetzt wurde.

## Entwicklung
Während des Ersten Weltkriegs baute die Lawrance Aero Engine Company in New York City neben einfachen Zweizylinderboxermotoren für Penguin-Trainer den Lawrance L-1, einen Y-Motor mit 60 PS (44 kW).
Nach dem Ende des Ersten Weltkriegs entwickelten die Ingenieure von Lawrance in Zusammenarbeit mit der US-Army und der US-Navy aus dem L-1 einen Neunzylindersternmotor, den J-1 mit 200 PS (147 kW). Dieser war der beste US-amerikanische, luftgekühlte Motor seiner Zeit und absolvierte seinen Fünfzigstundentest im Jahr 1922. Die US-Navy benötigte dringend leichte, zuverlässige Motoren für ihre trägergestützten Flugzeuge. Um Druck auf Wright Aeronautical und andere Motorenhersteller auszuüben, vergab die Navy einen Auftrag über 200 J-1-Sternmotoren und stoppte den Kauf von wassergekühlten Wright-Hispano-Motoren. Auf Druck von US-Army und US-Navy kaufte Wright schließlich die Lawrence Company und produzierte deren Motoren unter eigenem Namen. Die Wright-Whirlwind-Baureihe verwendete weiterhin Kurbelgehäuse, Nocken- und Kurbelwelle des J-1.

## Anwendungen
- Dayton-Wright XPS-1
- Naval Aircraft Factory N2N
- Naval Aircraft Factory TS-1
- Huff-Daland TA-2, Prototyp eines Schulflugzeugs
- Dayton-Wright TA-5, Prototyp eines Schulflugzeugs
- Huff-Daland TA-6, Prototyp eines Schulflugzeugs
- Huff-Daland HN-2, Schulflugzeug der Navy

## Ausgestellte Exemplare
Ein Exemplar ist im New England Air Museum in Windsor Locks, Connecticut ausgestellt.